# Colla opalifera

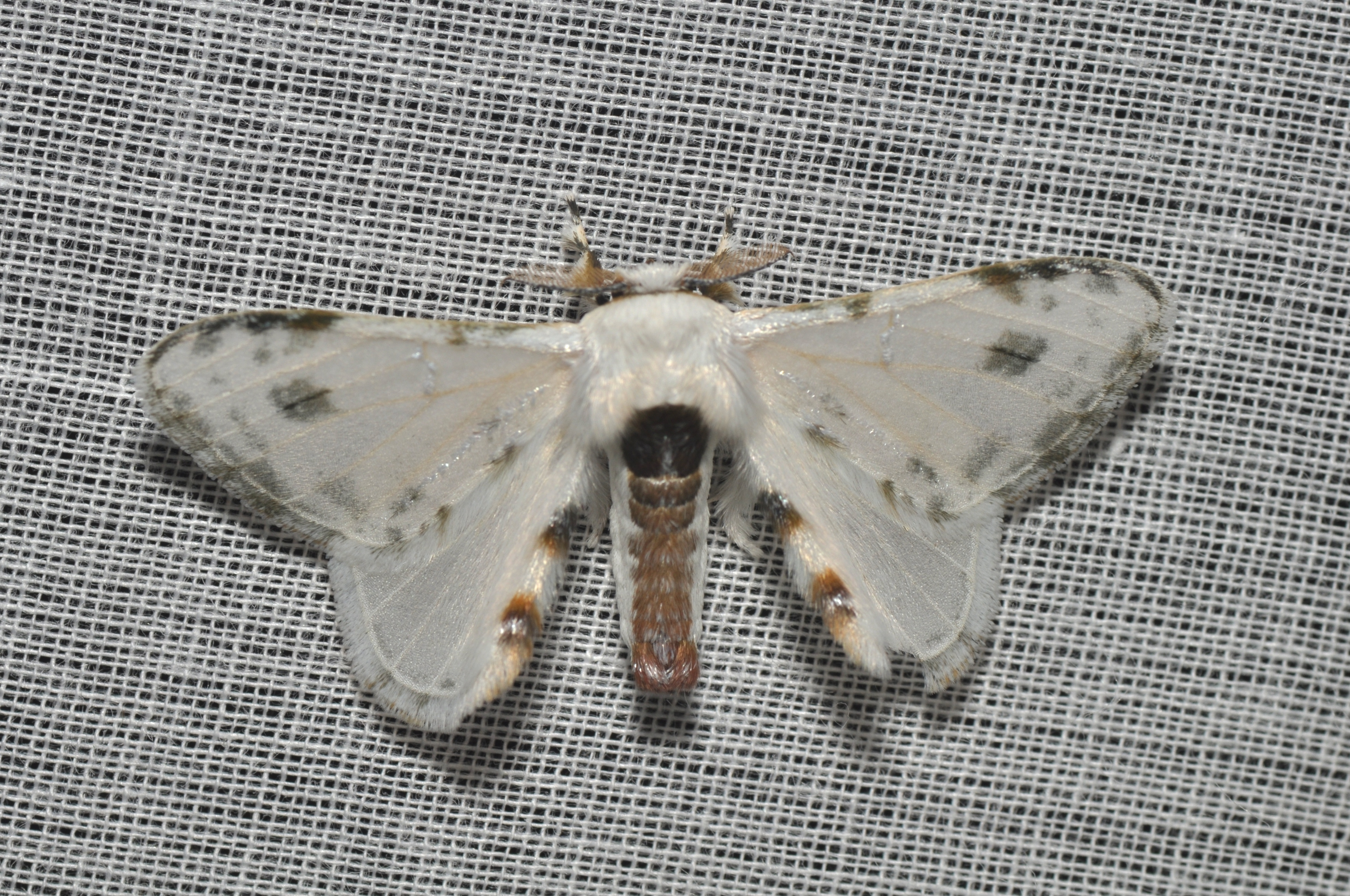
Een exemplaar van de Colla opalifera

Colla opalifera is een vlinder uit de familie van de echte spinners (Bombycidae). De wetenschappelijke naam van de soort is voor het eerst geldig gepubliceerd in 1911 door Paul Dognin.